# Weerdbeemden
Weerdbeemden is de naam van een natuurgebied aan de Maas, ten zuiden van Kessel-Eik.
Hier werd vroeger klei afgegraven ten behoeve van de steenfabriek die hier vanaf eind 19e eeuw functioneerde. Dit afgraven geschiedde met menskracht en de klei werd per kruiwagen naar de fabriek gebracht. Zo ontstond een afwisselingsrijk moerassig gebied dat aantrekkelijk is voor onder meer watervogels.
Het gebied wordt begraasd door Gallowayrunderen en is vrij toegankelijk.
De steenfabriek, Bylandt genaamd, bestaat nog steeds (2016).
In de nabijheid ligt een landgoed dat eveneens de naam Weerdbeemden draagt.